# 34802 Anwesha
34802 Anwesha este o planetă minoră (asteroid) din centura de asteroizi. A fost descoperită pe 17 septembrie 2001 la Experimental Test Site⁠(d) de Lincoln Near-Earth Asteroid Research. 
Obiectul prezintă o orbită caracterizată de o semiaxă mare de 2,5196333 UAi, o excentricitate de 0,09, o înclinație de 0,95755 ° în raport cu ecliptica.